# Landwirtschaftliche Berufsgenossenschaft

Logo der SVLFG ab 1. Januar 2013

Logo der LSV bis 31. Dez. 2012

Die Landwirtschaftliche Berufsgenossenschaft (LBG) ist ein Zweig der Sozialversicherung für Landwirtschaft, Forsten und Gartenbau (SVLFG), die Teil der gesetzlichen Unfallversicherung in Deutschland ist.
Die ehemaligen eigenständigen Landwirtschaftlichen Berufsgenossenschaften bildeten mit den früheren landwirtschaftlichen Alterskassen, landwirtschaftlichen Kranken- und Pflegekassen bis zum 31. Dezember 2012 die Landwirtschaftliche Sozialversicherung (LSV). Sie waren alle Mitglieder des ehemaligen Spitzenverbandes der landwirtschaftlichen Sozialversicherung mit Sitz in Kassel.
Seit dem 1. Januar 2013 werden ihre Aufgaben durch die neu errichtete Sozialversicherung für Landwirtschaft, Forsten und Gartenbau (SVLFG) wahrgenommen.

## Aufgaben
Hauptaufgabe der LBG ist die Versicherung von Arbeitnehmern und arbeitnehmerähnlichen Personen der durch die Berufsgenossenschaft betreuten Unternehmen, der Unternehmer selbst (was einen weiteren wesentlichen Unterschied zu den gewerblichen Berufsgenossenschaften darstellt, denn dort gehören die Unternehmer regelmäßig nicht selbst zum versicherten Personenkreis) sowie die Verhütung von Arbeitsunfällen, Berufskrankheiten und arbeitsbedingten Gesundheitsgefahren, der Entschädigung von Arbeits- und Wegeunfällen und der Folgen von Berufskrankheiten. Auch eine wirksame Erste Hilfe in den landwirtschaftlichen Betrieben wird durch die LBG unterstützt. Hierzu werden zum Beispiel die Kosten von Ersthelferausbildungen durch die LBG für das Unternehmen übernommen. Die LBG hat Unfallverhütungsvorschriften, die Vorschriften für Sicherheit und Gesundheitsschutz (VSG), erlassen, die für die Unternehmer verbindlich sind und die laufend den neuesten wissenschaftlichen und aus dem Unfallgeschehen hergeleiteten Erkenntnissen angepasst werden. Sie betreffen insbesondere die Bereiche Betriebseinrichtung, Sicherheitsvorkehrungen an Arbeitsstätten und Maschinen sowie Verhaltensvorschriften.
Landwirtschaftliche Unternehmer sind verpflichtet, diese Vorschriften einzuhalten, alle im Unternehmen Tätigen darüber zu unterrichten und die Einhaltung ständig zu überwachen.
Aufsichtspersonen beraten und überwachen die landwirtschaftlichen Unternehmer bei der Umsetzung der Unfallverhütungsvorschriften. Zur wirksamen Überwachung sind die Aufsichtspersonen befugt, den landwirtschaftlichen Betrieb während seiner regelmäßigen Arbeitszeit unangekündigt zu besichtigen und zu überprüfen, Auskünfte einzuholen, betriebliche Unterlagen einzusehen, Arbeitsabläufe, Arbeitsmittel und Schutzausrüstungen zu überprüfen, Maschinen und/oder Betriebsteile stillzulegen sowie bei Verstößen Geldbußen zu verhängen. Durch die regionale Nähe der Geschäftsstellen der LBG hat dies im Laufe der Zeit zu einer signifikanten Abnahme der schweren oder gar tödlichen Arbeitsunfälle in der Landwirtschaft beigetragen.

### Versicherungsleistungen
Siehe Hauptartikel: Gesetzliche Unfallversicherung in Deutschland
Die LBG erbringt bei Eintritt des Versicherungsfalles Geld- und Sachleistungen, die den Leistungen der gewerblichen Berufsgenossenschaften entsprechen. Der Versicherungsfall tritt ein, wenn ein versicherter Arbeitnehmer einen Unfall während einer versicherten Tätigkeit erleidet. Ebenso sind der Weg von der Wohnung zur Arbeitsstätte und der von der Arbeitsstätte nach Hause versichert. Die Unternehmer selbst und auch deren Ehegatten sind im Gegensatz zu den gewerblichen Berufsgenossenschaften auch versichert. Es ist nicht erforderlich, dass Arbeitnehmer im landwirtschaftlichen Unternehmen beschäftigt werden. Zusätzlich wird zur Aufrechterhaltung des landwirtschaftlichen Betriebs unter bestimmten Voraussetzungen Betriebs- und Haushaltshilfe gewährt.
Im Jahr 2006 wurden 176.269 Versicherungsfälle bei den LBGen gemeldet und Leistungen in Höhe von über 761 Millionen Euro erbracht.

## Zuständigkeit
Versicherungsfälle für die LBG sind wie in der allgemeinen gesetzlichen Unfallversicherung Arbeitsunfälle, Wegeunfälle und Berufskrankheiten in kausalem Zusammenhang mit Unternehmen, für die sie zuständig ist.
Die LBG ist für Unternehmen zuständig, die auf dem Gebiet der Landwirtschaft, Forstwirtschaft, des Garten- und Weinbaus, der Fischzucht und Teichwirtschaft und der Seen-, Bach-, Flussfischerei tätig sind. Gegen Arbeitsunfälle versichert sind daher bei der LBG der landwirtschaftliche Unternehmer selbst (auch Gesellschafter einer landwirtschaftlichen GbR, KG, GmbH etc.), der Ehegatte oder Lebenspartner des Landwirts, nicht nur vorübergehend mitarbeitende Familienangehörige sowie Arbeitnehmer des landwirtschaftlichen Betriebs und arbeitnehmerähnlich tätige Personen.
Weiterhin fallen in die Zuständigkeit Imkereien ab 26 Völkern, gewerbliche Tierhalter, die Nutz- oder Zuchttiere zum Zwecke der Gewinnung von tierischen Produkten halten, land- und forstwirtschaftliche Lohnunternehmen sowie Park- und Gartenpflege und Friedhöfe.
Der Unternehmensbegriff ist hier weit zu fassen: Selbst kleinste land- und/oder forstwirtschaftliche Flächen fallen nach der Rechtsprechung des Bundessozialgerichts in die Zuständigkeit der LBGen; eine Gewinnerzielungsabsicht ist nicht Voraussetzung, sodass auch z. B. eine als Hobby verstandene kleine Schafzucht oder Pferdehaltung auf einer Wiese zu den kraft Gesetzes versicherungs- und beitragspflichtigen Unternehmen im Sinne des SGB VII zählen.
Es handelt sich hier um eine versicherungsrechtliche Begriffsbestimmung, die nicht mit umgangssprachlichen, steuerrechtlichen oder betriebswirtschaftlichen Begriffen zu vergleichen ist: Ein Unfall einer versicherten Person bei einer versicherten Tätigkeit in solch einem Unternehmen ist – unabhängig davon, ob ein Mitgliedsbeitrag entrichtet worden ist – entschädigungspflichtig durch die LBG. Das bedingt, dass die entsprechenden Unternehmen bei der LBG erfasst sind und ihre Beiträge zur Solidargemeinschaft entrichten.
Das Sozialgesetzbuch sieht für kleinere Unternehmen in diesem Sinne (der Grenzwert beträgt 2.500 m²) eine Befreiungsmöglichkeit auf Antrag vor. Diese Befreiung ist dann endgültig und umfasst den ansonsten auch versicherten Ehegatten oder eingetragenen Lebenspartner. Sogenannte Spezialkulturen sind hiervon jedoch ausgenommen. Zudem bestimmt es, dass beispielsweise Klein- oder Ziergärten nicht als landwirtschaftliches Unternehmen gelten sollen. Zur Abgrenzung hat die Rechtsprechung über die Jahre hinweg basierend auf einer Entscheidung des seinerzeitigen Reichsversicherungamtes manifestiert, dass ab einer Größe von 2.500 m² nicht mehr von einem derartigen Garten, sondern generell von Landwirtschaft auszugehen ist. Die Übereinstimmung der m²-Zahl ist dabei rein zufällig.
Zum Zuständigkeitsbereich der LBG gehören darüber hinaus die Landwirtschaftskammern, Unternehmen, die unmittelbar der Sicherung, Überwachung und Förderung der Landwirtschaft dienen, die SVLFG selbst und weiteren Einrichtungen.

## Organisation

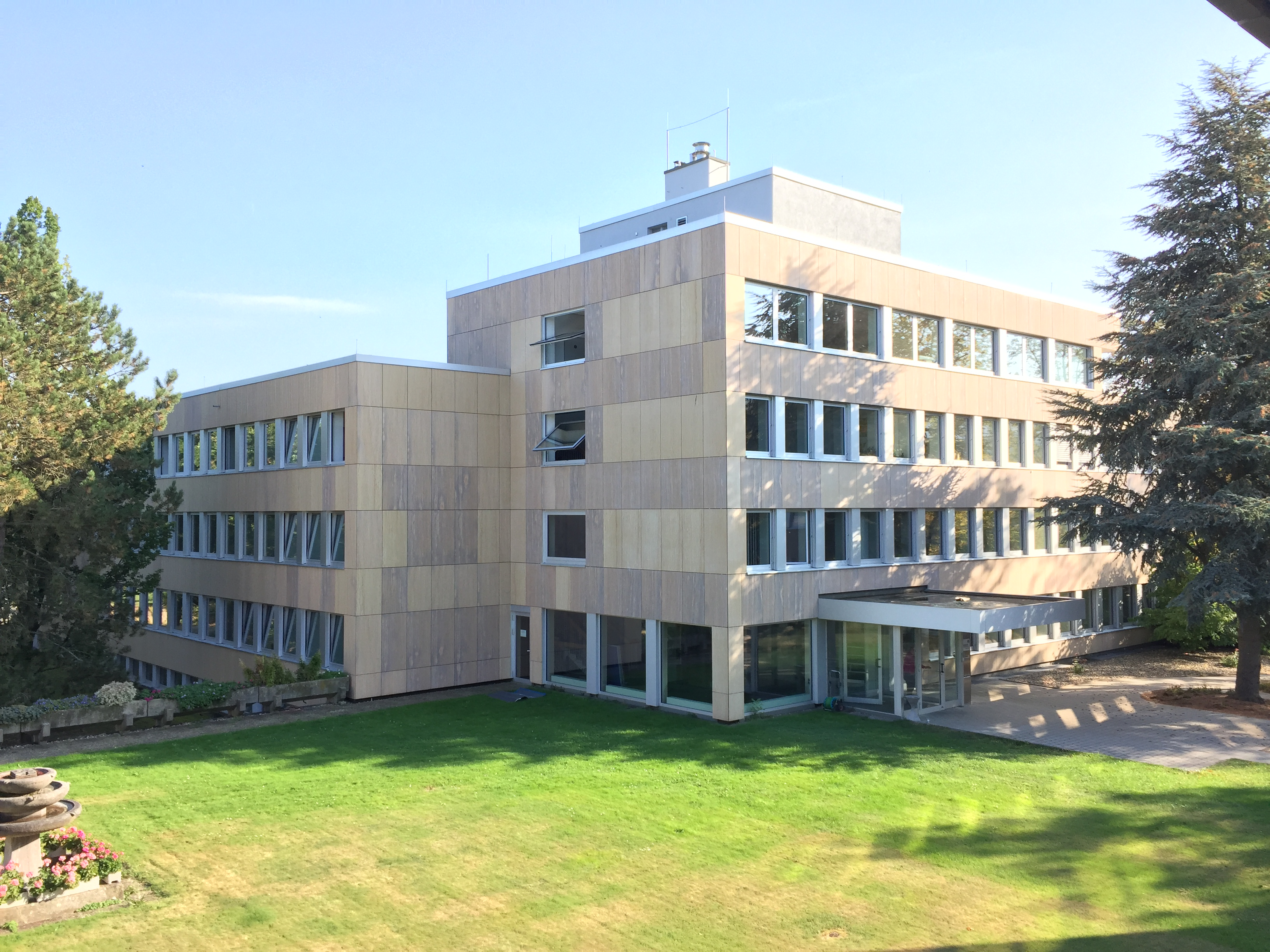
Hauptverwaltung in Kassel

In Deutschland bestanden bis zum 31. Dezember 2012 acht regionale LBGen sowie die bundesweit zuständige BG für den Gartenbau. Die LBGen waren Körperschaften des öffentlichen Rechts mit Selbstverwaltung. Verantwortlich waren die Vertreterversammlung, der Vorstand und der Geschäftsführer. Sie waren Mitglieder des Spitzenverbandes der landwirtschaftlichen Sozialversicherung mit Sitz in Kassel.
Seit dem 28. September 2011 lag ein Referentenentwurf und seit dem 2. November 2011 der Regierungsentwurf eines Gesetzes zur Neuordnung der Organisation der landwirtschaftlichen Sozialversicherung (LSV-NOG) vor, der die Bildung einer bundesunmittelbaren Körperschaft des öffentlichen Rechts vorsah, in der die einzelnen Träger sowie der Spitzenverband zum 1. Januar 2013 eingegliedert werden sollten. Umgesetzt wurde diese mit der Auflösung der bisherigen Träger und des Spitzenverbandes einhergehende Eingliederung für einen Übergangszeitraum bis zum 31. Dezember 2017. Der seinerzeit neue Sozialversicherungsträger führt die offizielle Bezeichnung Sozialversicherung für Landwirtschaft, Forsten und Gartenbau. Am 2. März 2012 hatte das Gesetz ohne Anrufung des Vermittlungsausschusses den Bundesrat passiert. Am 18. April 2012 wurde es schließlich im Bundesgesetzblatt (BGBl. Teil 1 Nr. 16 Seite 579) veröffentlicht.

## Finanzierung
Finanziert wird die landwirtschaftliche Unfallversicherung durch Beiträge der landwirtschaftlichen Unternehmer in Form einer jährlichen Umlage für das abgelaufene Kalenderjahr sowie durch Bundesmittel aus dem Agrarhaushalt des Bundes. Berechnungsgrundlage waren bis zum 31. Dezember 2013 die Flächen, die Kulturarten, der Wirtschaftswert, der Flächenwert, der Arbeitsbedarf, der Arbeitswert oder ein anderer angemessener – von der Selbstverwaltung (Vertreterversammlung) der jeweiligen LBG bestimmter – Maßstab unter Berücksichtigung der Unfallrisiken. Die Einzelheiten regelten die Satzungen der seinerzeitigen LBG’n, wobei z. B. ein Mindestbeitrag festgelegt werden konnte. Es gab somit seinerzeit keinen bundeseinheitlichen Beitragsmaßstab und damit keine bundeseinheitlichen Beiträge für gleich strukturierte und mit vergleichbaren Unfallrisiken belastete landwirtschaftliche Betriebe.
Im Zuge der Umsetzung der LSV-NOG (sh. weiter oben) wird dies per Satzungsregelung über einen einheitlichen Beitragsmaßstab in den Jahren 2014 bis 2017 bundesweit angeglichen.
Der Spitzenverband wurde über eine Umlage durch die einzelnen Träger finanziert, was ab dem Jahre 2013 durch die Schaffung des einheitlichen Bundesträgers mit der Auflösung des Spitzenverbandes entfallen ist.